# 이와가와정
이와가와정(岩川町)은 일본 가고시마현 소오군에 설치되었던 정이다. 현재의 소오시의 일부에 해당한다.